# Lisbeth Balslev
Lisbeth Balslev (født 21. februar 1945) er en dansk operasopran, der har haft en international karriere, hvor hun særligt har medvirket i værker af Richard Wagner.
Balslev blev født i Aabenraa og blev uddannet sygeplejerske. Hun gik på Vestjysk Musikkonservatorium i Esbjerg og herefter på opera-akademiet på Det Kongelige Teater i København. I 1976 havde hun sin debut på Det Kongelige Teater som Yaroslavna i Alexander Borodins Fyrst Igor.
Efter to år forlod Balslev teatret og fik sit internationale gennembrud som Senta i Harry Kupfer opsætning af Wagners Den flyvende hollænder under Festspillene i Bayreuth i 1978. Fra 1979 til 1983 sang hun i Hamburgische Staatsoper i Hamborg, hvorefter hun arbejde freelance på bl.a. Teatro alla Scala, Wiener Staatsoper og Bayreuth.
Udover sit professionelle arbejde, så blev Balslev i 1992 en af grundlæggerne af en organisation, der støtter børnehjem i Rumænien, og som tilbyder sommer- og juleferier for børnene.
Balslev har modtaget flere priser inklusive Tagea Brandts Rejselegat (1996) og Reumertprisens hæderspris (1999). I 1993 blev hun gjort til ridder af Dannebrogordenen.